# NGC 7171
NGC 7171 este o emission-line galaxy⁠(d) situată în constelația Vărsătorul. A fost descoperită în 12 august 1787 de către William Herschel. Se află la o distanță de 42,27 de megaparseci de Pământ.